# Indigofera pinifolia
Indigofera pinifolia är en ärtväxtart som beskrevs av John Gilbert Baker. Indigofera pinifolia ingår i släktet indigosläktet, och familjen ärtväxter. Inga underarter finns listade i Catalogue of Life.